# Bufotenina
Bufotenina (5-HO-DMT) – organiczny związek chemiczny, pochodna tryptaminy, psychodeliczna substancja psychoaktywna. Jest alkaloidem, występuje w jadzie niektórych ropuch, w roślinach, grzybach a także w organizmach niektórych ssaków. Nazwa tej substancji pochodzi od rodzaju ropuch Bufo, w jadzie których odkryto obecność bufoteniny. Bufotenina jest strukturalnie bardzo podobna do psychoaktywnego alkaloidu grzybów halucynogennych psylocyny. Jednak farmakologicznie jest bardziej zbliżona do 5-MeO-DMT i DMT, w towarzystwie których zwykle występuje w naturze.

## Historia
Bufotenina po raz pierwszy została wyizolowana z jadu ropuch przez austriackiego chemika w Uniwersytecie Karola, w czasie trwania I wojny światowej. Struktura chemiczna bufoteniny została potwierdzona w 1934 przez Heinricha Wielanda w Monachium. Otrzymana została po raz pierwszy w 1936 przez Toshio Hoshino.

## Występowanie
Bufotenina występuje w stosunkowo wielu organizmach, między innymi w jadzie ropuch Bufo alvarius i Bufo marinus, nasionach Anadenanthera colubrina i Anadenanthera peregrina (historia używania przyrządzonych z nich tabak sięga 4000 lat), grzybach z rodziny muchomorowatych np. muchomorze cytrynowym. 

## Działanie
Bufotenina może być zażywana doustnie, iniekcyjnie, wciągana do nosa i waporyzowana. Dawka zależy od drogi podania, od 5 do 100 mg. Działanie bufoteniny obejmuje zmiany percepcyjne, zmiany postrzegania zmysłowego, euforię, efekty wizualne i inne charakterystyczne dla psychodelików.